# 特利施托克山
46°44′44″N 8°19′30″E / 46.74549°N 8.32488°E

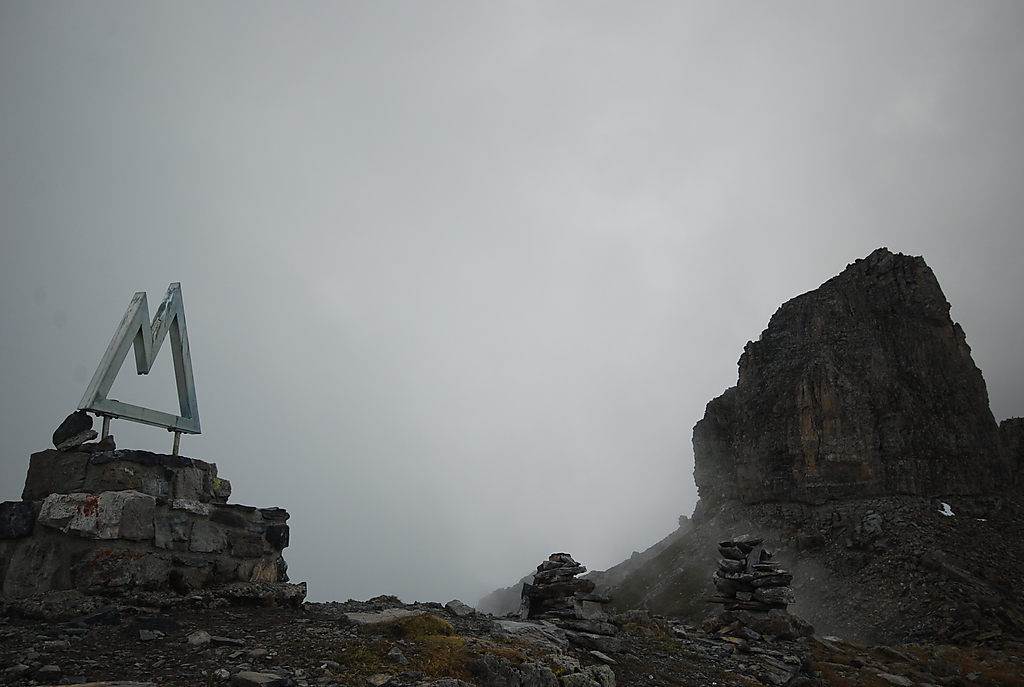

特利施托克山（Tällistock），是瑞士的山峰，位於該國中部，由伯恩州負責管轄，處於伯爾尼以東70公里，該山峰海拔高度2,580米，每年平均降雨量2,465毫米。